# Minoru Mori
Minoru Mori (jap. 森 稔, Mori Minoru; * 24. August 1934 in Kyōto; † 8. März 2012) war ein japanischer Unternehmer und Präsident von Mori Building, Japans größtem privaten Immobilienentwickler.
Er wurde 1934 als Enkel eines Reisgroßhändlers geboren, sein Vater Taikichirō Mori war Immobilienunternehmer und galt zwischen 1991/92 mit einem Vermögen von 1,6 Billiarden Yen als reichster Mann der Welt.
Im Jahr 1959 erhielt Mori seinen Abschluss an der Universität Tokio und fing im gleichen Jahr beim Unternehmen seines Vaters an. Nach dessen Tod wurde Mori 1993 zum Präsidenten von Mori Building und sein Bruder Akira zum Präsidenten von Mori Trust.
2008 wurde er vom Fortune-Magazine zum Asia Businessman of the Year ernannt.
Am 8. März 2012 verstarb Mori im Alter von 77 Jahren.

## Bauprojekte
Die wichtigsten von Mori umgesetzten Projekte sind:
- Gesamtbauwerke:
  - Shanghai World Financial Center (2008)
  - Omotesando Hills (2005)
  - Roppongi Hills Mori Tower (2003)
  - Atago Green Hills (2001)
  - Ark Hills (1986)
  - Holland Hills
- Wohnungsbau:
  - Ark Towers
  - Wangdu Towers
  - Ark Forest Terrace
  - Roppongi First Plaza
  - Nishi-Azabu Forest Plaza
  - Moto-Azabu Hills

Moris Architektur orientiert sich sehr an dem Konzept der vertikalen Stadt, das von Le Corbusier entwickelt wurde. Sein Wohnungsbau ist nicht für die Allgemeinheit gedacht, da die Mieten sich zwischen 2.500 und 34.000 Euro im Monat bewegen.